# Ónavas
Ónavas è un centro abitato del Messico, situato nello stato di Sonora, capoluogo dell'omonimo comune.